# Hans Burkhardt (Heimatforscher)
Hans Burkhardt (* 17. Juni 1928 in Annaberg; † 21. Dezember 2020) war ein deutscher Heimatforscher, der sich vor allem mit der Stadtgeschichte von Annaberg-Buchholz befasste.

## Leben
Burkhardt wurde 1928 als Sohn eines Kaufmanns und einer Hausfrau in der erzgebirgischen Bergstadt Annaberg geboren. Nach Besuch der Volksschule erlernte er von 1942 bis 1944 den Beruf des Industriekaufmanns bei der Allgemeinen Elektricitäts-Gesellschaft sowie der Handelsschule in Annaberg. Anschließend war er von November 1944 bis Januar 1945 beim  Reichsarbeitsdienst verpflichtet und danach von der Wehrmacht bis zum Kriegsende des Zweiten Weltkriegs in einer Panzerjägerkompanie in Böhmen eingesetzt. Bereits Mitte Mai 1945 kehrte er in die Heimat zurück und nahm erste Tätigkeiten in der Stadtverwaltung Annaberg, im Kreisgesundheitsamt des Landkreises Annaberg sowie als Lagerist in einer HO-Gaststätte auf. Es folgte ein Wechsel in die volkseigenen Betriebe Flitterfabrik und Plasticart in Annaberg-Buchholz. Zwischen 1960 und 1965 studierte er Finanzwirtschaft und war danach von 1969 bis zum Eintritt in den Ruhestand 1990 als Leiter der Betriebswirtschaft im VEB Elektro-Installation Annaberg (EIA) tätig.
Ab den 1960er Jahren betätigte sich Burkhardt, u. a. bedingt durch die freundschaftliche Verbundenheit mit seinem ehemaligen Lehrer Willy Roch, über den er 2002 eine Biografie publizierte, als Heimatforscher. Der Fokus seiner Forschungen lag auf seiner Heimatstadt Annaberg-Buchholz, dem Rechenmeister Adam Ries, aber auch anderen regionalen Persönlichkeiten wie Jacob Haylmann, dem Baumeister der St. Annenkirche oder dem Pestpfarrer Wolfgang Uhle. Er verfasste acht Bücher, 26 Broschüren und 38 Abhandlungen in wissenschaftlichen Zeitschriften (Stand: 2016). Hinzu kommen etwa 70 mehrteilige Zeitungsartikel. In Würdigung seines heimatgeschichtlichen Wirkens verlieh ihm der Adam-Ries-Bund am 10. Oktober 2015 den Adam-Ries-Sonderpreis.

## Werke (Auswahl)
- Wolfgang Uhle: Pestpfarrer von Annaberg. Leipzig 1995, ISBN 3-930846-06-3.
- Willy-Roch-Büchlein: Versuch einer Lebensdarstellung. Annaberg-Buchholz 2002, DNB 988316226.
- Annaberger Adam-Ries-Büchlein. Halle 2003, ISBN 3-931950-93-X.
- Jacob Haylmann: Leben und Werk des fränkischen Baumeisters Jacob von Schweinfurth. Baden-Baden 2004, ISBN 3-87320-362-6.